# Littlest Pet Shop – Tierisch gute Freunde
Littlest Pet Shop – Tierisch gute Freunde (Originaltitel: Littlest Pet Shop) ist eine US-amerikanisch-kanadische Zeichentrickserie. Die Erstausstrahlung erfolgte am 10. November 2012, im deutschsprachigen Raum startete die Serie am 3. Juni 2013 auf Super RTL.
Die Serie basiert auf den Spielzeugen der Littlest-Pet-Shop-Reihe sowie auf der Puppe Blythe.

## Handlung
Blythe Baxter zieht mit ihrem Vater in eine Wohnung, unter der sich der „Littlest Pet Shop“, eine Tierhandlung mit Tierpension, befindet. Diese wird von Mrs. Twombly geführt und muss sich immer wieder gegen größere Ladenketten behaupten. Als Blythe entdeckt, dass sie mit sämtlichen Tieren im Laden kommunizieren kann, beginnt sie, Mrs. Twombly tatkräftig zu unterstützen, um das Geschäft zu erhalten.

## Episoden
Bisher (Stand Februar 2019) wurden 104 Episoden der Serie in vier Staffeln produziert.

## Synchronisation
Die deutschsprachige Synchronisation der Serie übernahm das Studio Hamburg Synchron unter der Regie von Robin Brosch, das Dialogbuch schrieben Sven Plate und Cindy Beier.
| Rolle             | Englischer Sprecher | Deutscher Sprecher      |
| Blythe Baxter     | Ashleigh Ball       | Leoni Kristin Oeffinger |
| Russell Ferguson  | Sam Vincent         | Oliver Böttcher         |
| Sunil Nevla       | Peter New           | Patrick Bach            |
| Minka Mark        | Kira Tozer          | Joey Cordevin           |
| Zoe Trent         | Nicole Oliver       | Stephanie Damare        |
| Pepper Clark      | Tabitha St. Germain | Katharina von Keller    |
| Mrs. Anna Twombly | Kathleen Barr       | Isabella Grothe         |
| Brittany Biskit   | Shannon Chan-Kent   | Merete Brettschneider   |

## Rezeption
Common Sense Media, eine US-amerikanische Organisation, die Fernsehserien nach erzieherischen und kindgerechten Motiven bewertet, vergibt an Littlest Pet Shop zwei von fünf möglichen Sternen. Bemängelt wird vor allem, dass die Serie zu stark für die entsprechenden Spielzeuge werbe. Positiven Anklang findet indes der selbstlose Charakter der Hauptfigur Blythe und deren enge Bindung zu ihrem alleinerziehenden Vater.

## Sonstiges
Bereits 1995 erschien in den USA eine Trickfilmserie mit dem Titel Littlest Pet Shop, die in Deutschland unter dem Namen Meine kleine Tierwelt ausgestrahlt wurde.